# Lilla Granskär, Korpo
Lilla Granskär är en ö i Finland. Den ligger i Skärgårdshavet och i kommunen Pargas i den ekonomiska regionen  Åboland i landskapet Egentliga Finland, i den sydvästra delen av landet. Ön ligger omkring 61 kilometer sydväst om Åbo och omkring 180 kilometer väster om Helsingfors. Lilla Granskär ligger 4 meter över havet. Den ligger på ön Killingskär.
Öns area är 4 hektar och dess största längd är 350 meter i sydöst-nordvästlig riktning. Närmaste större samhälle är Korpo, 19,9 km norr om Lilla Granskär.